# Тесинер Цајтунг
Тесинер Цајтунг ( Tessiner Zeitung) су регионалне швајцарске новине на немачком језику, које се издају у Локарну, Тичино .
Лист је излазио три пута недељно и имао је тираж од 5.000 примерака почетком 1990-их.  Тада је лист почео да излази недељно петком. Према ВЕМФ АГ, новине су имале тираж од 10.002 године 2003 .